# Quitilipi megye
Quitilipi egy megye Argentínában, Chaco tartományban. A megye székhelye Quitilipi.

## Települések
A megye egyetlen nagyobb településből (Localidades) áll:
- Quitilipi

Kisebb települései (Parajes):